# Forte de Nossa Senhora da Rocha
O Forte da Nossa Senhora da Rocha, também denominado Castelo de Porches, localiza-se no sítio dos Alporchinhos, na freguesia de Porches, município de Lagoa, no distrito de Faro, em Portugal.
O Forte da Nossa Senhora da Rocha está classificado como Imóvel de Interesse Público desde 1963.

## História

### Antecedentes
A toponímia Porches remonta a um povoado Romano, nas imediações da atual vila. Com localização privilegiada, num promontório em posição dominante sobre a costa, entre as antigas Ossónoba (hoje Faro) e Lacóbriga (hoje Lagos), protegia a praia e um pequeno porto, único acesso a esse trecho do litoral. Embora carecendo de pesquisas arqueológicas, os estudiosos acreditam que, à época da Invasão muçulmana da Península Ibérica, o local também terá tido utilização militar.

### O castelo medieval
Não foram localizadas informações elucidativas sobre este castelo, a não ser que o mesmo foi doado por D. Afonso III (1248-1279) a seu chanceler, D. Estevão, por documento passado na povoação de Santa Maria de Faro, com data de Fevereiro de 1250. O atual forte tem em, seu interior, uma ermida, cuja data de construção é desconhecida: de acordo com uma lenda local a sua construção está ligada a uma aparição da Virgem, tendo D. Dinis mandado construir a fortificação para a proteger.

### Do forte aos nossos dias

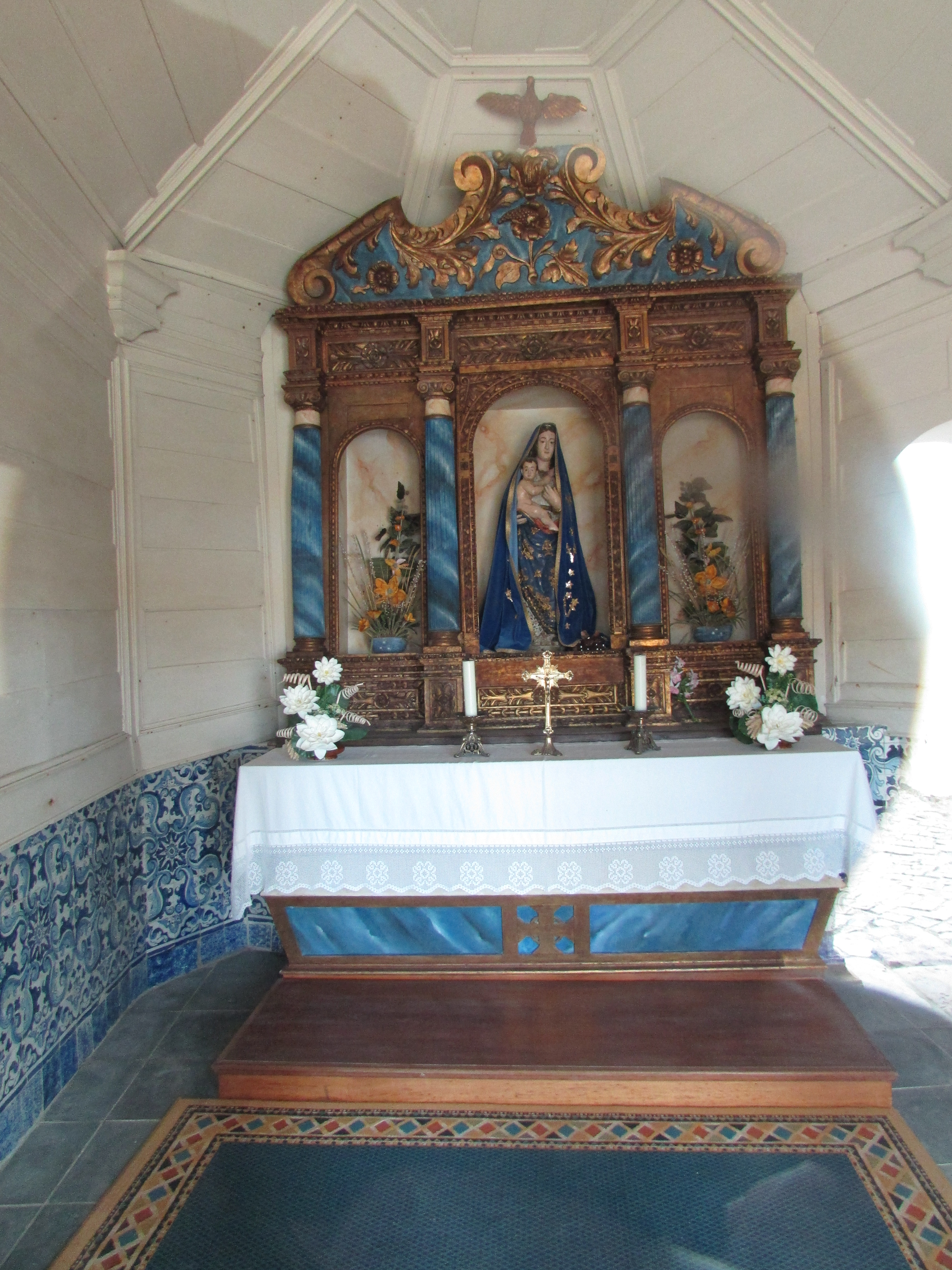
Interior da Capela/Ermida de Nossa Senhora da Rocha

Sabe-se que o rei D. João III de Portugal (1521-1557) mandou erguer o forte para defender a praia dos piratas mouros. Em finais do século XVI, época em que Tomé Gonçalves é mencionado como seu governador, já é referida a existência de um forte no local.
No início do século XIX, essa estrutura já se encontrava grandemente danificada (1821), com extensos troços de seu perímetro original destruídos pela erosão marítima que, solapando a base da falésia, conduziam à sua progressiva derrocada.
O Forte e a Capela/Ermida de Nossa Senhora da Rocha encontram-se classificados como Imóvel de Interesse Público por Decreto publicado em 25 de Outubro de 1963, época em que sofreram intervenção parcial de consolidação e restauro, trabalhos a cargo da Direcção-Geral dos Edifícios e Monumentos Nacionais (DGEMN).